# 620 a.C.
Il 620 a.C. (DCXX a.C. in numeri romani) è un anno  del VII secolo a.C.

## Eventi
- Grecia: Viene emanata la Costituzione di Dracone ad Atene.
- Viene fondata la colonia greca di Massilia (Marsiglia), sull'attuale costa meridionale della Francia.